# Cardiaspina vittaformis
Cardiaspina vittaformis är en insektsart som först beskrevs av Walter Wilson Froggatt 1923.  Cardiaspina vittaformis ingår i släktet Cardiaspina och familjen rundbladloppor. Inga underarter finns listade i Catalogue of Life.